# Gurban (prénom)
 (signalé en juin 2025).
Si vous disposez d'ouvrages ou d'articles de référence ou si vous connaissez des sites web de qualité traitant du thème abordé ici, merci de compléter l'article en donnant les références utiles à sa vérifiabilité et en les liant à la section « Notes et références ».
- Archive Wikiwix
- Bing
- Cairn
- DuckDuckGo
- E. Universalis
- Gallica
- Google
- G. Books
- G. News
- G. Scholar
- Persée
- Qwant
- (zh) Baidu
- (ru) Yandex
- (wd) trouver des œuvres sur Wikidata

Gurban ou Gourban est un  prénom azerbaïdjanais masculin.

## Personnalités portant ce prénom
- Gurban Gurbanov (born 1972), footballeur azerbaïdjanais et entraîneur;
- Gourban Pirimov (1880–1965), joueur de tar azerbaïdjanais.